# Умные часы

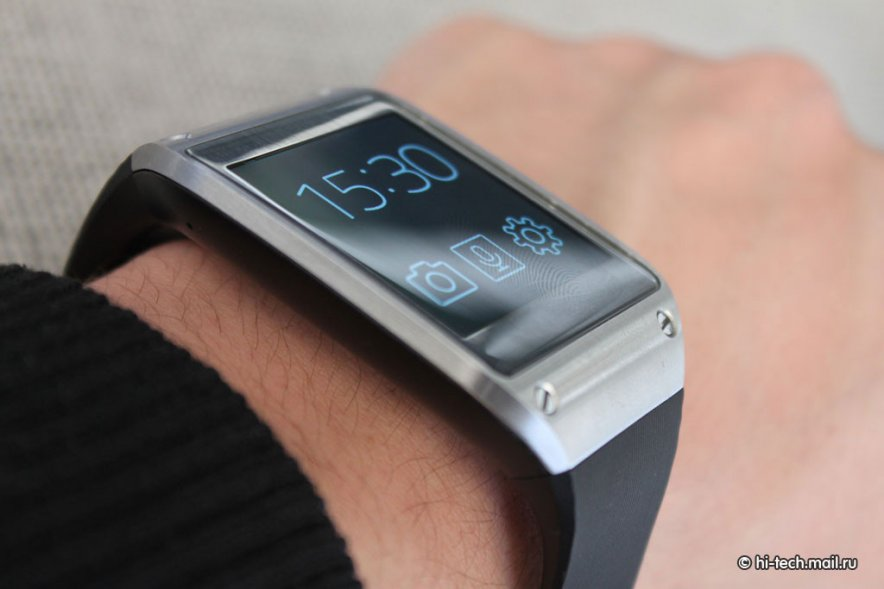
Умные часы на руке

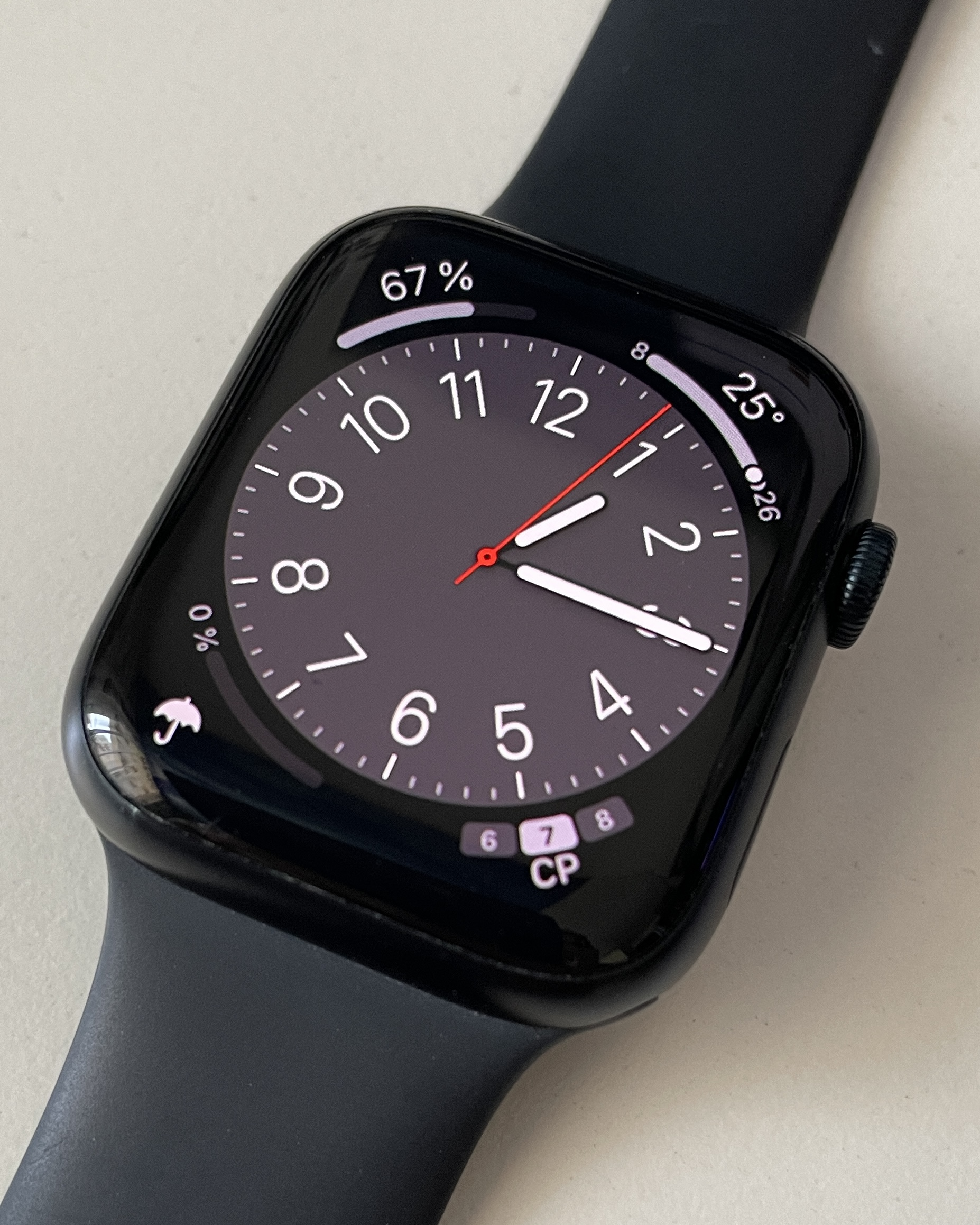
Apple Watch Series 8

Умные часы (англ. smart watch), также смартчасы или часофон — компьютеризированные наручные часы с расширенной функциональностью (кроме стандартного слежения за временем), часто сравнимой со смартфонами. Первые модели выполняли простые задачи, например, выступали в роли калькулятора, переводчика или игрового устройства. Современные умные часы — это носимые компьютеры, могут иметь фото- и видеокамеру, диктофон, радио, навигатор и т. д. Многие модели поддерживают сторонние приложения и управляются мобильными операционными системами, могут выступать в качестве мобильных медиаплееров. С помощью некоторых моделей можно принимать телефонные звонки и отвечать на SMS и электронную почту. Некоторые умные часы работают только в паре со смартфоном и выступают в роли вспомогательного экрана, который оповещает владельца о поступлении новых уведомлений (например, сообщений в социальных сетях, звонков и напоминаний из календаря).
Не следует путать умные часы с современными смартбраслетами (англ. smart band) (часто называемыми фитнес-трекерами), которые являются дополнительным устройством к мобильному телефону и выполняют предопределенный набор функций по уведомлению пользователя о событиях в телефоне и измерению физиологического состояния пользователя. В отличие от браслетов, умные часы позволяют пользователю устанавливать на часы сторонние приложения, расширяющие их функциональность.

## Возможности и оснащение умных часов

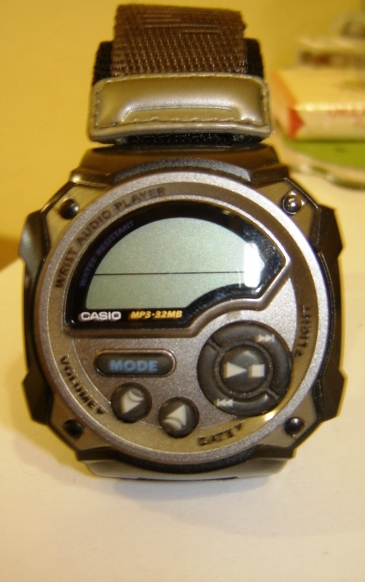
Часы Casio с mp3-плеером, 2006 год

Часы могут включать в себя камеру, акселерометр, термометр, барометр, компас, хронограф, калькулятор, мобильный телефон, сенсорный экран, GPS-навигатор, динамик, планировщик и другие. Некоторые часы имеют функциональность спортивных трекеров (или фитнес-трекеров). Такие модели могут поддерживать программы тренировки, отслеживание маршрута, датчик сердцебиения, шагомер.
Как и другие компьютеры, умные часы могут собирать информацию с помощью внешних или встроенных сенсоров. Они могут управлять или получать данные с других инструментов или компьютеров. Они часто поддерживают беспроводные технологии передачи данных, такие как Bluetooth, Wi-Fi, и различные методы спутниковой навигации, например GPS.

## История

### Ранние годы

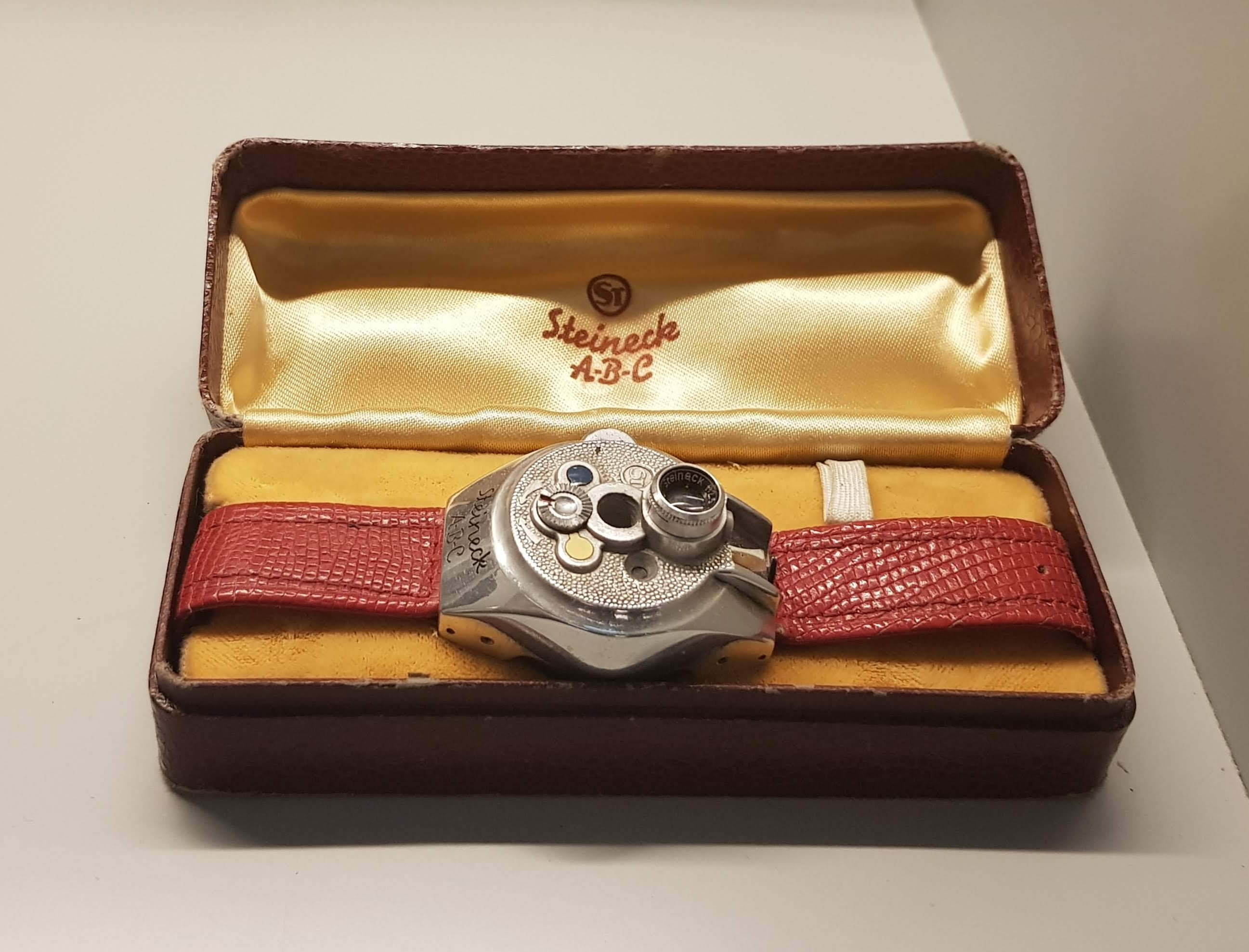
Шпионский фотоаппарат, замаскированный под часы

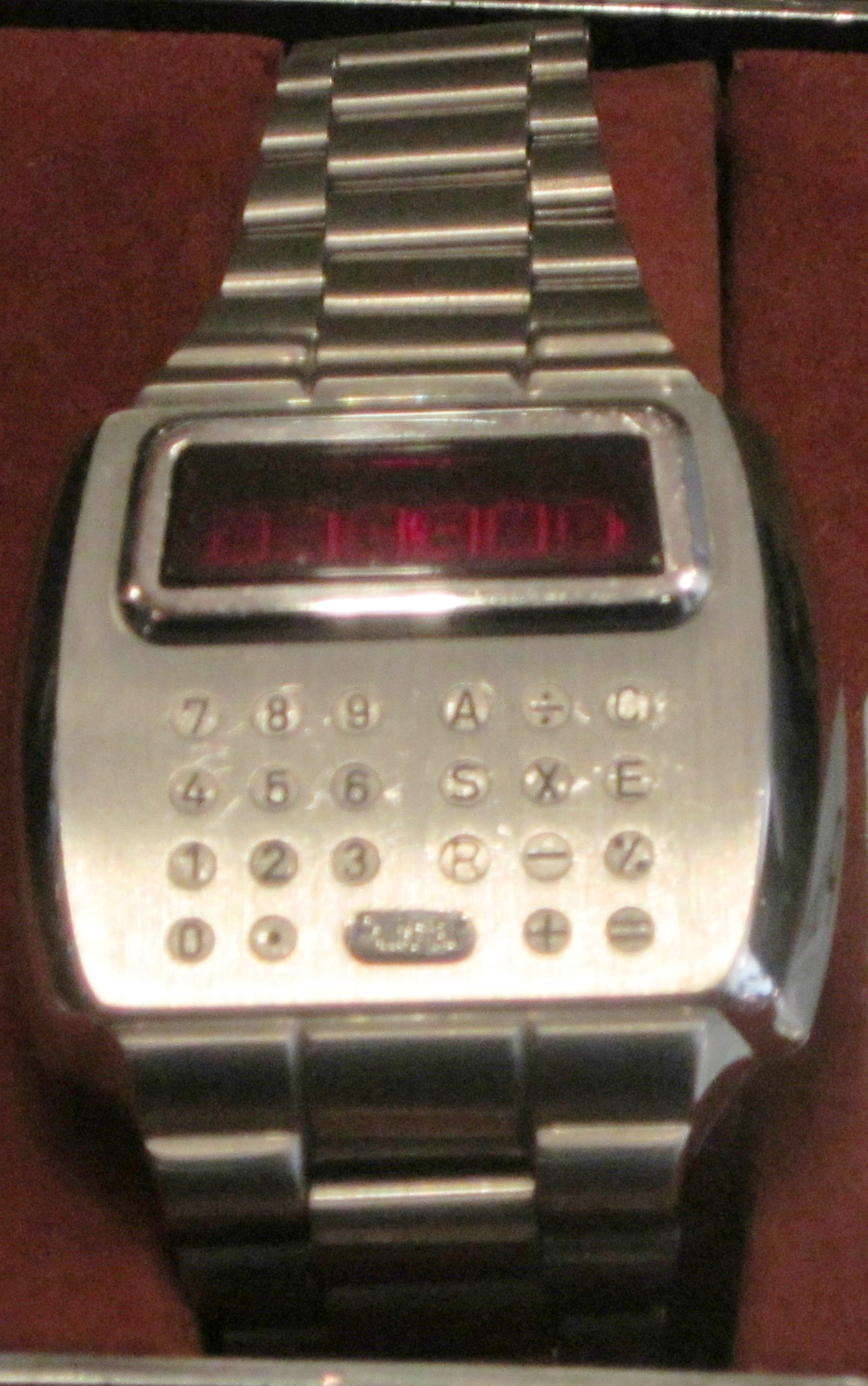
Первые часы с калькулятором, 1970-е годы

Первые цифровые часы были выпущены в 1972 году под маркой Pulsar и были разработаны в Hamilton Watch Company. Бренд «Pulsar» в 1978 году был куплен компанией Seiko.
В 1982 была выпущена модель Pulsar (NL C01), которая могла хранить в памяти 24 цифры, что делало их первыми часами с программируемой памятью. С приходом персональных компьютеров в 1980-х Seiko начала разрабатывать часы со способностью вычислений. Модель Data 2000 (1983) поставлялась с внешней клавиатурой для ввода данных. С клавиатуры данные передавались с помощью электромагнитных волн. В названии модели указана возможность хранить в памяти 2000 символов. Модель D409 (1984) стала первой от Seiko со встроенной в часы миниатюрной клавиатурой. Память вмещала только 112 символов. Вслед за этой моделью последовало много других, а самой известной в 1980-х стала серия «RC».
В течение 1980-х компания Casio также вывела на рынок успешную линейку «компьютерных часов», в дополнение к своим часам с функцией калькулятора. Casio также выпускала «игровые часы» (Nelsonic).

### Серия Seiko RC
Модель RC-1000, выпущенная в 1984 году, стала первой, соединяющейся с персональным компьютером. Поддерживалось большинство популярных компьютеров того времени, включая Apple II, II+ и IIe, Commodore 64, IBM PC, NEC 8201 и другие.
Модель RC-20 выпущена в 1985 под совместным брендом «Seiko Epson». Часы оснащались 8-битным микропроцессором SMC84C00 Z-80, оснащались 8 Кб памяти и 2 Кб оперативной памяти. На них были приложения для планирования дел, заметок, мировые часы и калькулятор. Дисплей с разрешением 42 × 32 пикселей был чувствителен к прикосновениям. Как и RC-1000, их можно было соединить с компьютером и программировать.
Модель RC-4000 была выпущена в том же 1985 году и позиционировалась как «самый маленький в мире компьютерный терминал». Модель RC-4500 (1985) отличалась от неё выбором ярких цветов корпуса.

### Часы на Linux

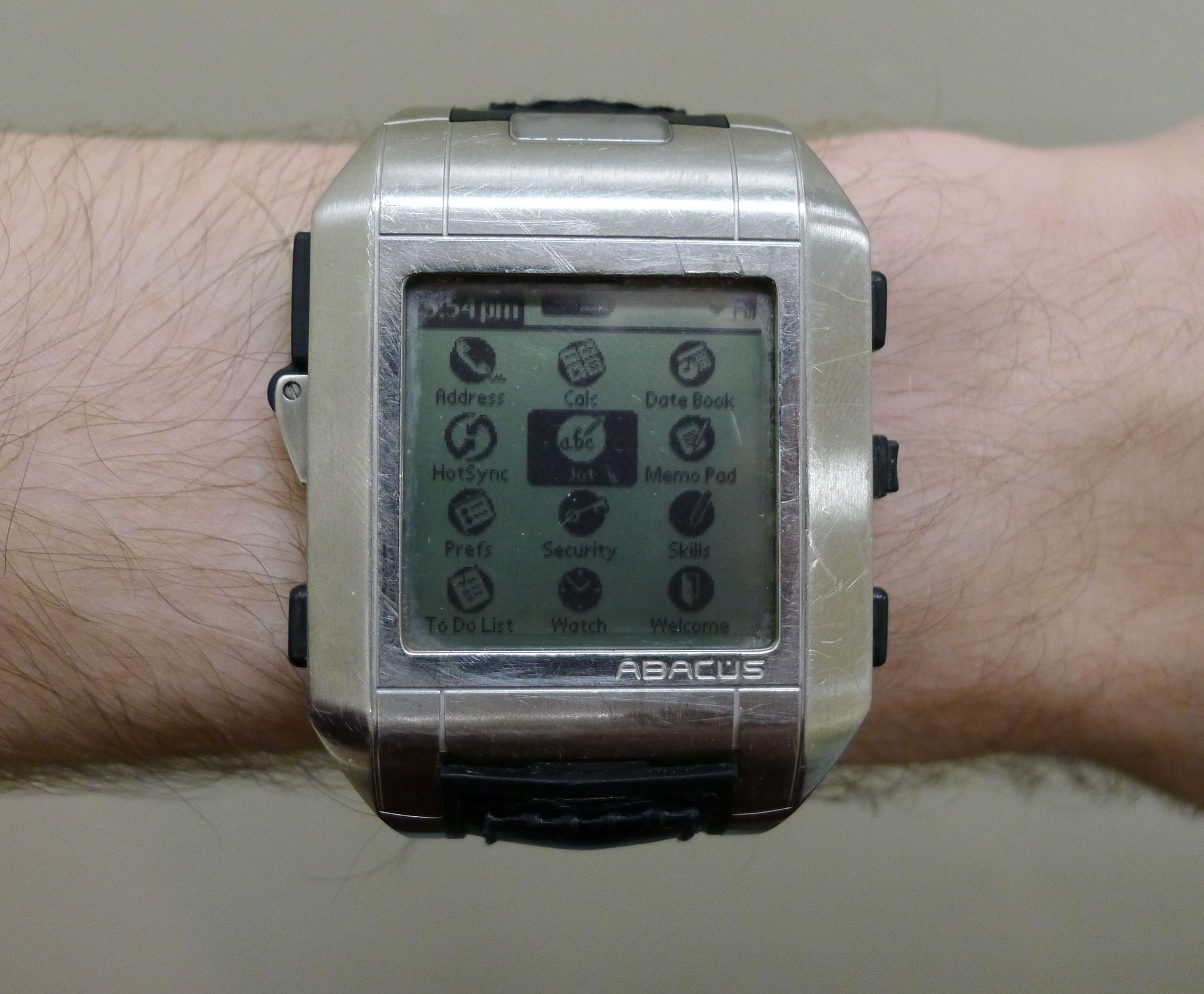
Умные часы Fossil на Palm OS 2003 год

В июне 2000 года компания IBM показала прототип наручных часов, управляемых операционной системой Linux. Оригинальная версия могла работать от батареи только 6 часов, но в дальнейшем время было увеличено до 12 часов. Модель имела 8 Мб памяти и работала на Linux 2.2. Позже в устройство добавили акселерометр, вибромотор и датчик отпечатков пальцев. IBM начала сотрудничать с Citizen для создания «WatchPad». Модель WatchPad 1.5 имела дисплей с разрешением 320 x 240 точек (QVGA) и работала на Linux 2.4. Часы имели функции календаря, поддерживали протокол Bluetooth, оснащались 8 Мб оперативной памяти и 16 Мб флэш-памяти. Citizen хотели продвигать часы среди студентов и бизнесменов. Начальная цена составила 399 $. Впрочем, проект был свернут между 2001 и 2002 годами.

### 2013
На 5 июля 2013 года список компаний, которые были заняты в разработке умных часов, включает гигантов рынка вроде Acer, Apple, BlackBerry, Foxconn, Google, LG, Microsoft, Qualcomm, Samsung, Sony, и Toshiba.
В сентябре 2013 года выпущены умные часы Samsung Galaxy Gear, Sony SmartWatch 2, Qualcomm Toq. В ноябре 2013 года компания Pebble сообщила о продаже 190 000 штук своей модели умных часов.
На выставке CES в 2014 году было представлено несколько десятков умных часов разных крупных и мелких производителей. В мае 2014 компания Google представила платформу для носимых устройств под названием Android Wear, о поддержке которой заявили компании HTC, LG, Motorola и другие.

### 2015 и далее
В 2015 году начались продажи умных часов Apple Watch, анонсированных в сентябре 2014 года.

## Функциональность и приложения
Большинство умных часов, выпущенных после 2013 года, может функционировать как отдельные устройства. Чаще всего в качестве операционной системы используются Android Wear и Tizen. Для них доступны приложения сторонних разработчиков, включая различные игры. Многие производители рекомендуют использовать часы в связке со смартфоном, что позволяет расширить доступную функциональность. Часы могут выступать в качестве пульта дистанционного управления для смартфона (например, управлять камерой), а также отображать поступающие уведомления из социальных сетей, звонках и сообщениях.

## Операционные системы
Основными операционными системами являются предложения от корпораций Google и Apple:
- Android Wear в LG G Watch, Moto 360, Samsung Gear Live, LG G Watch R, Sony Smartwatch 3, Asus Zen Watch и других.
- watchOS в Apple Watch

Менее распространенными являются часы с другими, часто более ранними ОС:
- Tizen в Samsung Gear (после обновления), Samsung Gear 2, Samsung Gear Neo, Samsung Gear S
- Pebble OS в Pebble и Pebble Steel
- Android в Omate TrueSmart, Sony Smartwatch, Sony Smartwatch 2
- Garmin OS в Garmin Fenix, Garmin Vivomove, Garmin Forerunner
- Suunto OS в Suunto Spartan, Suunto 9 Baro

## Перспективы развития рынка
На 2015 год, по оценкам компании IHS, рынок умных часов должна была занять корпорация Apple за счет своих Apple Watch, прогнозировалась доля в 56 %. Корпорация Google прогнозировала продажи на уровне около 100 миллионов устройств на базе операционной системы Android Wear в период 2015—2020 годов.